# Camaricus nigrotesselatus lineitarsus
Camaricus nigrotesselatus là một phân loài nhện trong họ Thomisidae.
Loài này thuộc chi Camaricus. Camaricus nigrotesselatus lineitarsus được Embrik Strand miêu tả năm 1907.